# Ярше (Загорє-об-Саві)
Ярше (словен. Jarše) — поселення в общині Загорє-об-Саві, Засавський регіон, Словенія. Висота над рівнем моря: 612 м.